# Gastronomía de la provincia de Gerona

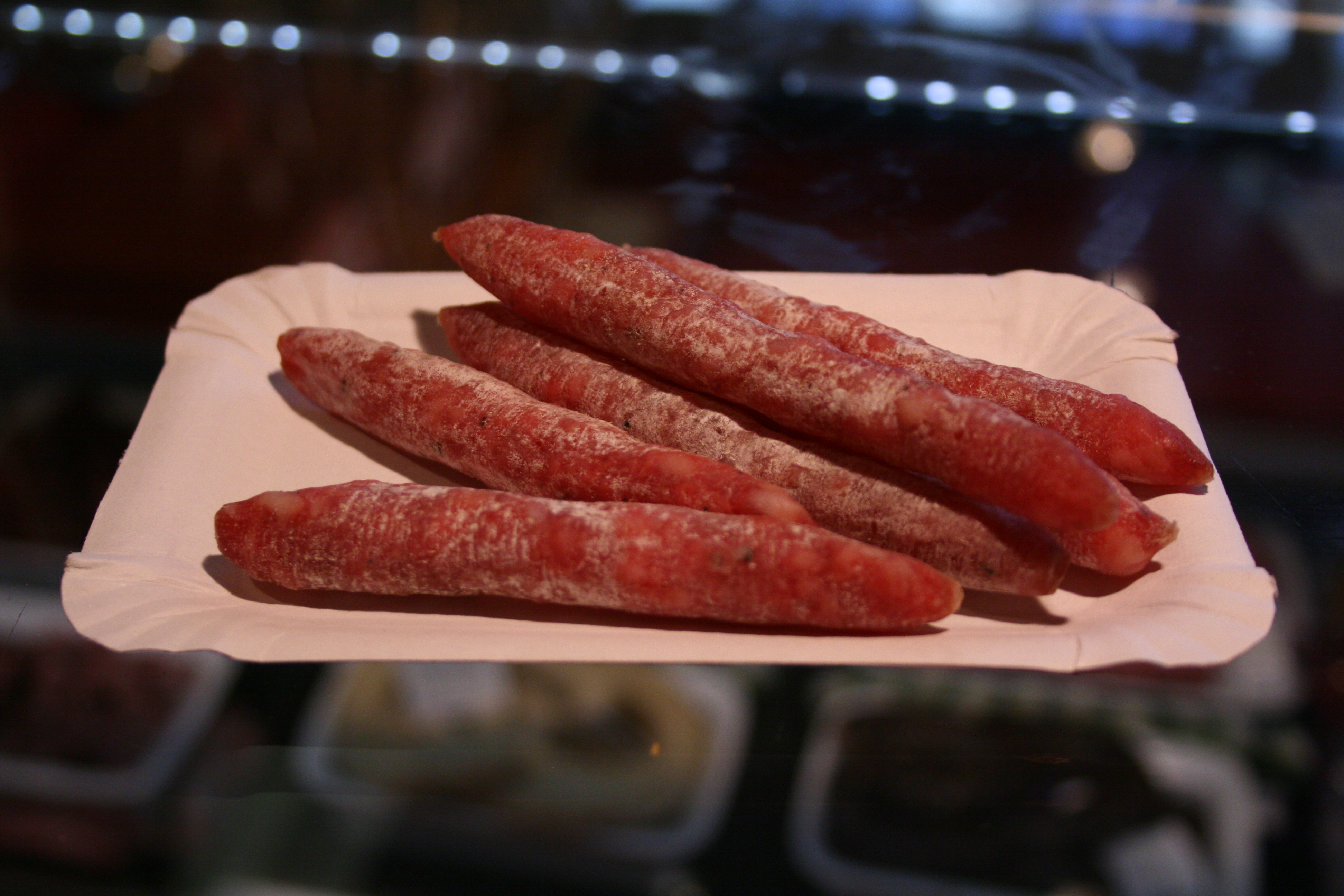
Bandeja con fuet gerundense.

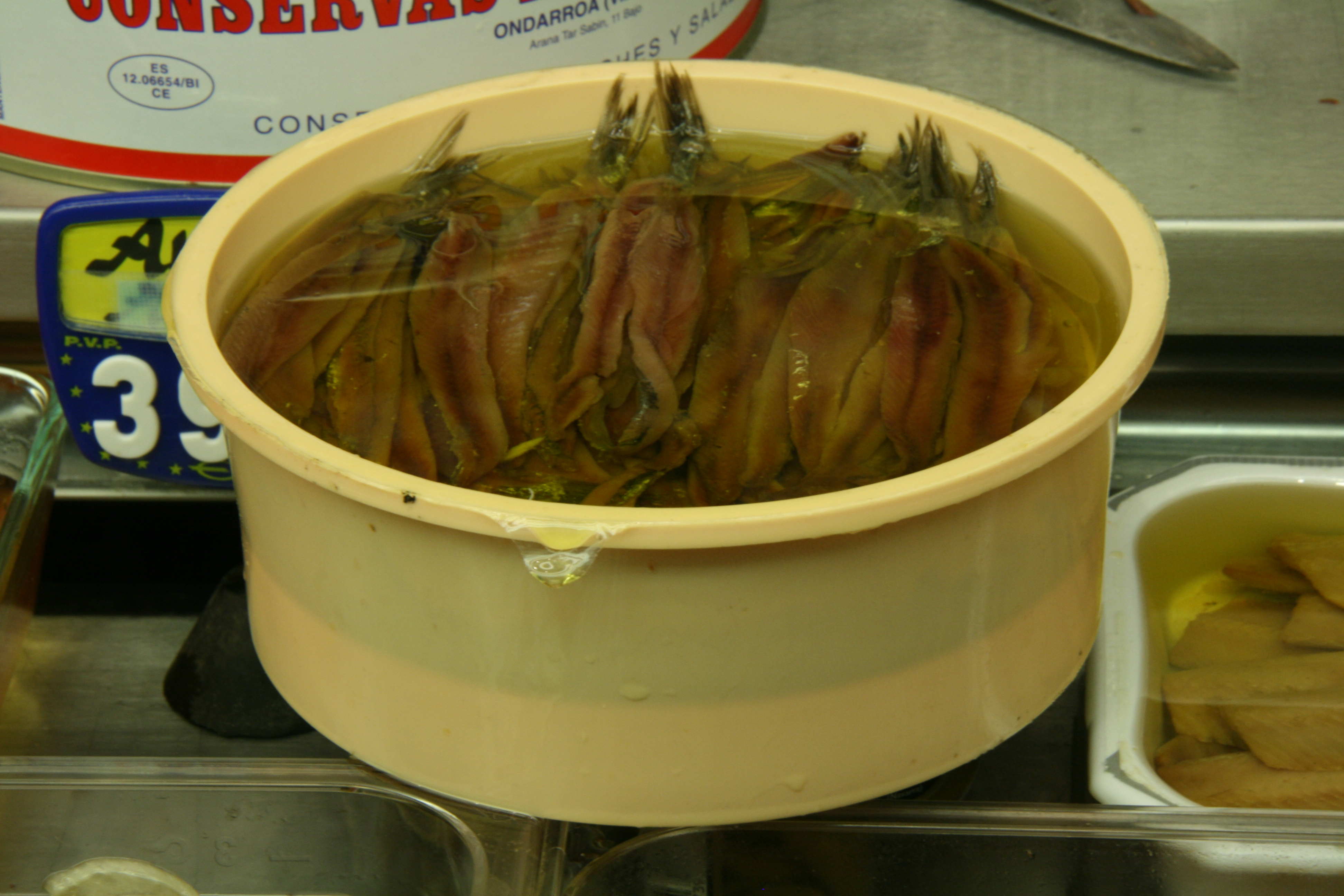
Anchoas en salazón de L'Escala y Cadaqués: ingredientes de la anxovada.

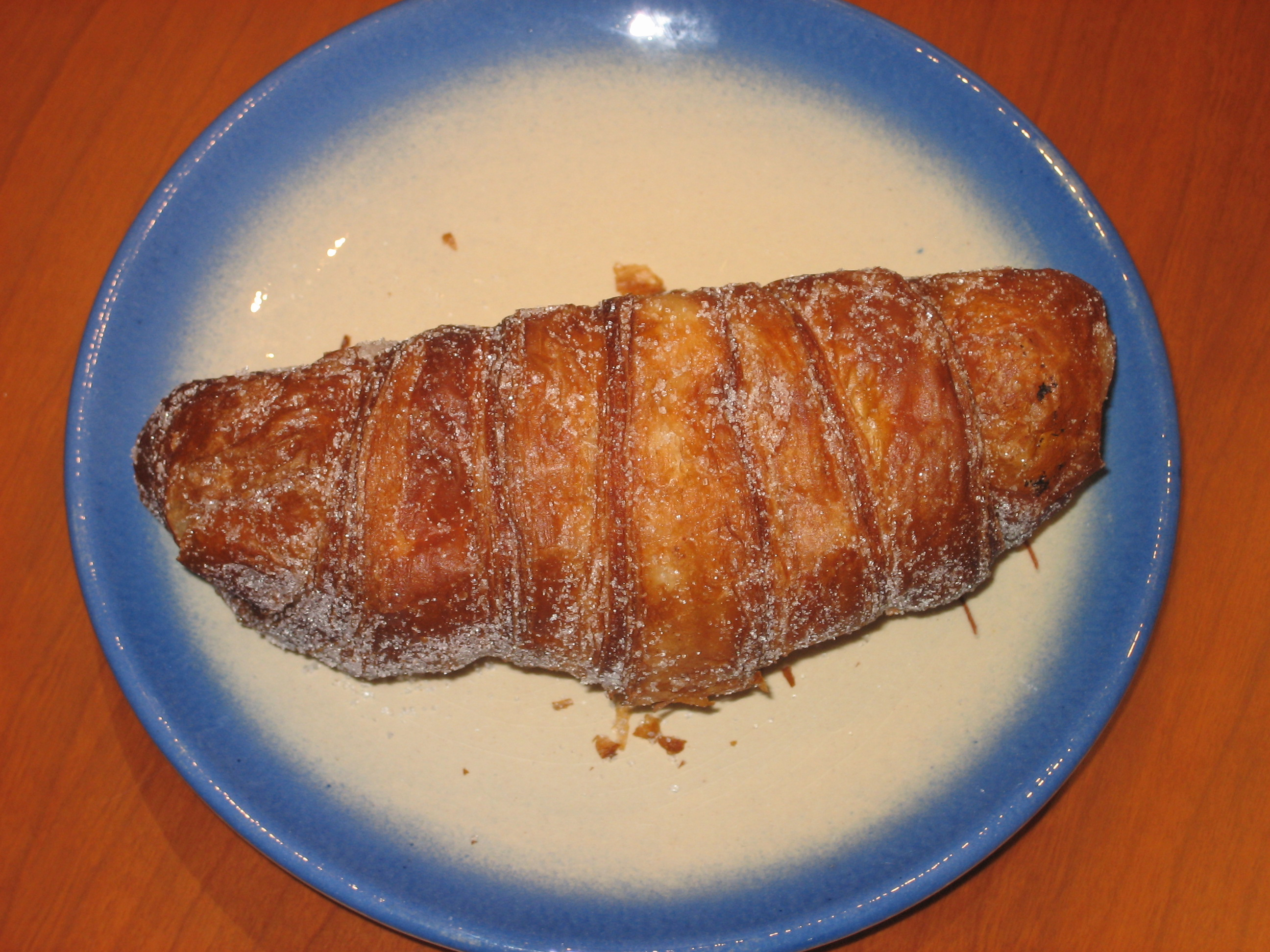
El suso, un dulce gerundense.

La Gastronomía de la provincia de Gerona es el conjunto de platos y costumbres culinarias de la provincia de Gerona. En se encuentran dos subregiones diferenciadas, en interior o Ampurdán (que posee influencias de la cocina aragonesa y navarra) y la zona de Costa Brava. Comparte con la Provenza francesa la fama por la elaboración de cassoulets. Es la provincia catalana más llena de contrastes, por un lado la costa y por otro lado los bosques con los Pirineos. Estos paisajes conjugan la ganadería con la más rica producción costera. Uno de los productos más característicos de la provincia, procede de la repostería gerundense y es el suso, una especie de masa que se fríe en aceite de oliva y que luego se rellena de crema pastelera. 

## Historia
En la historia de la provincia puede verse que por las zonas del Ampurdán pasaron las legiones romanas. Pompeyo construyó un oppidum sobre la Vía Heráclea (futura vía Augusta) y por ella transcurrieron las vías terrestres. El siglo XIII es la época de máximo esplendor de la comunidad sefardí y esto se regleja en la influencia de la cocina sefardí en algunas preparaciones culinarias como escudellas.

## Ingredientes
El Ampurdán se ha venido a denominar cuna de la cocina española.  En algunos casos la mezcla de ingredientes de interior y de la costa proporciona platos de mar y montaña. Algunos lácteos son importantes como cabe destacar las mantequillas del Alto Urgel y la Cerdaña, así como el queso del Alto Urgel y la Cerdaña.

### Verduras
Entre las patatas (nombradas en algunos lugares de la provincia como trumfes), donde se tiene el Trinxat amb crosta (patata y col verde, con aspecto de pequeña tortilla y una tira de panceta frita). Son populares los nabos de Talltendre de color negro, así como el gran surtido de setas comestibles. Una de las preparaciones con verduras típicas de la provincia es la denominada sopa pirenaica con verduras. 

### Carnes y pescados
Los productos del cerdo procedentes de las matanzas. Algunos de los productos son las butifarras (blanca o negra), el salchichón, los fuets (generalmente de calibre inferior), el denominado bisbe o paltruc que es un tipo de  morcilla, el bull (una especie de morcón), la Butifarra dulce, etc. Muchos de estos productos y embutidos proceden del Ampurdán. De los cocidos (o escudellas) se tiene la abundante escudella de pagés, servida en dos vuelcos. Algunos platos de carne son populares como el bou estofat, el guisado de ternera con guisantes, los callos. De los platos de cordero son famosas los asados en costellades. 
Entre las sopas se tienen como populares las de ajo muy populares en toda España, la sopa de farina de Estartit, la sopa de menta (elaborada con hierbabuena), la sopa de farigola (elaborada con tomillo), la sopa de ventre típica de los días de matanza. Entre la volatería se tienen algunas preparaciones como las gallinas en pepitoria, el pollo asado, la oca amb peres, el pavo de Navidad (relleno de frutos secos y butifarrass, el pato relleno de manzanas, el Ànec amb naps (pato con nabos), la perdiz con coles, etc. Los platos de caza menor son populares, como la liebre con castañas, el conejo a la ampurdanesa, el Llapí amb cremalloles (conejo con setas), etc. Entre los platos de huevo se tiene la tortilla payesa(una especie de tortilla paisana). Los caracoles son importantes como parte de la cocina catalana, a veces se recogen en conjunto de amigos, en las denominadas cargoladas, son populares los cargols a la patarrallada.
La cocina de Gerona posee numerosos platos de pescado y mariscos. Entre los platos de pescado se tienen los elaborados con bacalao como puede ser el bacalao de Balig. Se procura servir los pescados de roca, a veces servido con picada. Son reconocidas en la Escala (L'Escala) las anchoas en salazón con Denominación de Origen. Ingredientes de la popular salsa de anchoas. Las sopas de pescado levantinas como los suquets.  Algunas preparaciones con pescado de río como las truchas, de esta forma se tienen las truites de riu a la llosa (truchas a la piedra). Entre los mariscos cabe destacar el bogavante con almejas (Lloret de Mar), el niu o Llagosta amb pollastre (langosta con pollo).

## Repostería
Algunas preparaciones de repostería son muy populares e identificativas de la cocina de la provincia, un caso es en Baja Cerdaña la Confitura de Garraus o Picaculs Los Taps que son unos bizcochos con forma de tapones, los carquiñoles de Olot, las Teules de Santa Coloma de Farnés (galletas en forma de teja), etc. En la capital son famosos los susos que son una fruta de sartén rellena de crema cuya fama se extiende a lo largo de las reposterías catalana y española.